# هجوم حوارة (أغسطس 2023)
هجوم حوارة (أغسطس 2023) هو هجومٌ مسلّحٌ وقعَ في التاسع عشر من آب/أغسطس 2023 ببلدة حوارة الفلسطينية، حيثُ وقع الهجوم على الشارع الرئيسي في بلدة حوارة وأسفرَ الهجوم عن مقتل مستوطنيْن.

## موقع الهجوم
حوارة بلدة فلسطينية في الضفة الغربية وتتبع لمحافظة نابلس، تقع على بعد 9 كم جنوبي مدينة نابلس. يعتبر موقع بلدة حوارة موقعاً مشتركاً وذلك لأنه يحتوي على الطريق الرئيسي الرابط بين جنوب الضفة الغربية وشمالها، ويستخدمه الإسرائيليون من أربع مستوطنات إسرائيلية في منطقة نابلس وفلسطينيون من منطقة نابلس، وهو عامل مسيطر على الحياة في حوارة. يوجد في البلدة العديد من المحلات التجارية الواقعة على الطريق والتي يسيطر عليها الجيش الإسرائيلي لضمان حرية المرور للمستوطنين اليهود.

## الهجوم
بعد ظهر يوم السبت، الموافق 19 أغسطس / آب 2023، حوالي الساعة 3:04 مساءً، كان هناك مستوطنيْن وهما شاي البالغ من العمر 60 عامًا، وابنه افيعاد البالغ من العمر 29 عامًا، حيثُ كانوا متواجدين في مغسلة للسيارات على شارع 60 الواقع في بلدة حوارة. وصل فلسطيني إلى المغسلة مشياً على الأقدام وأطلق النار عليهم من مسافة قريبة وقام بالإنسحاب مشياً على الأقدام.
بعد الهجوم، وصل فريق الهلال الأحمر الفلسطيني لتقديم العلاج الأولي للمستوطنيْن الذين أصيبوا بجروح قاتلة. وبعد ذلك حضر فريق نجمة داود الحمراء وأعلن عن مقتل المستوطنيْن.